# Préaux-Bocage
Préaux-Bocage é uma comuna francesa na região administrativa da Normandia, no departamento Calvados. Estende-se por uma área de 4,41 km². Em 2010 a comuna tinha 126 habitantes (densidade: 28,6 hab./km²).